# Bruneise voetbalbond
Het Persatuan Bolasepak Negara Kebangsaan Brunei Darussalam (NFABD) is het bestuursorgaan dat het nationale voetbalteam van Brunei controleert, waarvan de oude vereniging die in 1956 werd opgericht en in 1969 bij AFC kwam, vervolgens FIFA in 1972, Persatuan Bolasepak Brunei Darussalam (FABD), werd verboden door FIFA en AFC in 2008, met de president Dato Abdul Rahman Mohiddin.